# 슬라이딩 태클

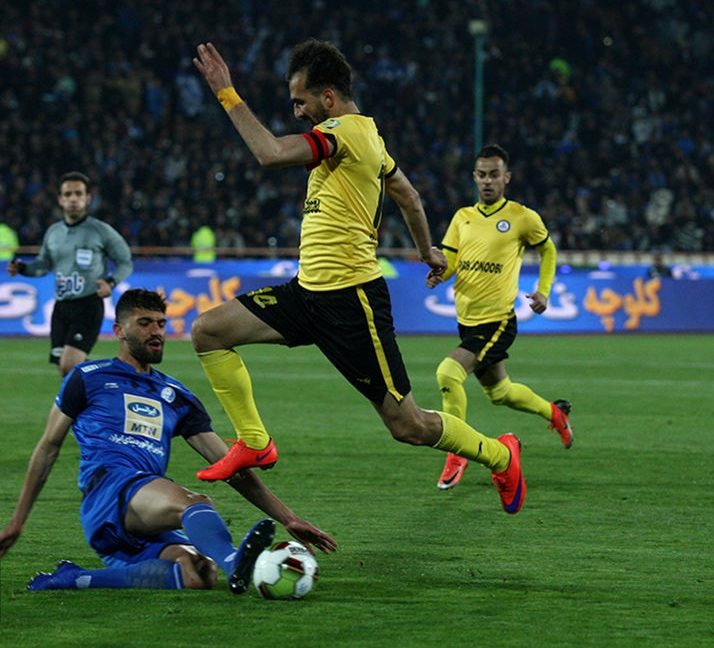

슬라이딩 태클(sliding tackle, 문화어: 미끄러져 빼앗기)은 축구에서 상대가 가지고 있는 공을 뺏기 위해 지면 위로 미끄러져 달려드는 동작이다.